# Euler-szögek
Az Euler-szögeket Leonhard Euler vezette be abból a célból, hogy leírja egy merev test helyzetét egy euklideszi térben rögzített háromdimenziós koordináta-rendszerhez képest. Egy geometriai objektum tetszőleges térbeli helyzetbe hozásához három egymás után következő forgatás szükséges, melyet az Euler-szögek írnak le. Ez ekvivalens azzal az állítással, hogy a rotációs mátrix felbontható három elemi forgatásmátrix szorzatára.

## Definíció

Euler-szögek - Az xyz (rögzített) koordináta-rendszer kék, az XYZ (elforgatott) koordináta-rendszer piros. Az xy és XY sík N-nel jelölt metszésvonala (a csomóvonal) zöld.

Az Euler-szögek egy tetszőleges koordináta-rendszer térbeli helyzetét jelölik egy rögzített koordináta-rendszerhez képest. Az alábbiakban a rögzített koordináta-rendszert kis betűkkel (x,y,z), az elforgatott koordináta-rendszert pedig nagy betűkkel (X,Y,Z) jelöljük. Az xy és XY síkok metszésvonala az úgynevezett csomóvonal, jelölése N.
Az Euler-szögek:
- α az x tengely és az N csomóvonal közötti szög.
- β a z tengely és a Z tengely közötti szög.
- γ az X tengely és az N csomóvonal közötti szög.

Ezt a definíciót z-x-z konvenciónak hívják és csak egyike a lehetséges konvencióknak. A másik három a z-y-z, az x-y-z és a z-y-x (az utóbbi kettőt gyakran RPY-szögeknek is hívják az angol Roll-Pitch-Yaw rövidítéseként). Sajnos a szögek megadási sorrendjében és a tengelyek jelölésében, melyek között a szögeket mérik, soha nem alakult ki egységes gyakorlat. Ezért az Euler-szögek használatakor célszerű megadni a szögek sorrendjét és azokat a koordinátatengelyeket, melyek körül a forgatások történnek.

## Szögtartományok
- α és γ 2π radián szögtartományban mozoghat. Érvényes tartomány lehet [-π, π].
- β szögtartománya π radián. Például [0, π] vagy [-π/2, π/2] lehet. Az α, β és γ szögek függetlenek, kivéve azt az esetet, amikor az xy és az XY sík egybeesik és a z tengely valamint a Z tengely egyirányú vagy ellenkező irányú.

Ha a z tengely és a Z tengely egybeesik, β = 0 és csak (α+γ) független (nem külön-külön α és γ), hasonlóképpen, ha a két tengely egybeesik, de ellenkező irányú, β = π és csak (α-γ) független. Ilyen esetben a kardáncsukló zárt.

## Mátrixos jelölés

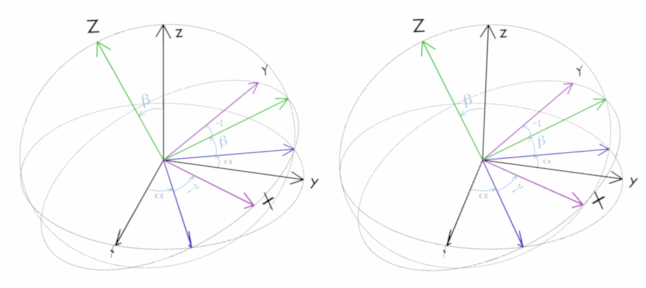
Az Euler-szögek sztereo ábrázolásban.

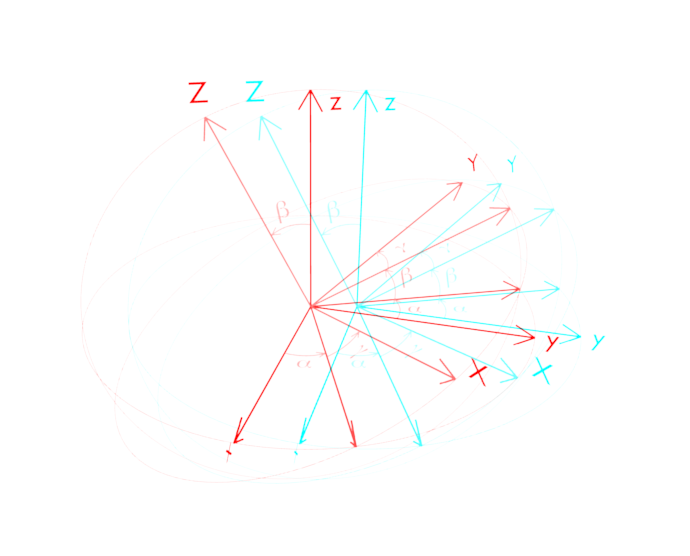
Az Euler-szögek anaglif ábrázolásban

Háromcsuklós z-x-z- kardáncsukló Euler-szögei. A rögzített koordináta-rendszer 'x' és 'y' tengelye nincs jelölve. Az 'Y' tengelyek merőlegesek mindegyik gyűrűre.

Adott {\displaystyle \scriptstyle {\alpha }}, {\displaystyle \scriptstyle {\beta }} és {\displaystyle \scriptstyle {\gamma }} Euler-szögekhez a z-x-z konvenció szerint egy mátrixot lehet rendelni, mely a rögzített koordináta-rendszer minden egyes vektorát transzformálni tudja az elforgatott koordináta-rendszerbe.
Definiáljunk három közös origójú közbenső koordináta-rendszert, melyek mindegyike az előzőtől egy elemi forgatásban különbözik, ugyanúgy, mintha egy kardáncsuklóhoz volna kötve. Így minden véghelyzetet három egyszerű forgatással lehet előállítani: az első két forgatás meghatározza az új Z tengelyt, a harmadik forgatás pedig az összes lehetséges helyzetet megadja, melyet ez a Z tengely lehetővé tesz. Ezeket a koordináta-rendszereket a rögzített koordináta-rendszer, az elforgatott koordináta-rendszer és a csomóvonal segítségével lehet definiálni.
A végeredmény mátrixos alakját a három egyszerű forgatást megvalósító mátrix szorzataként kaphatjuk:
{\displaystyle [\mathbf {R} ]={\begin{bmatrix}\cos \alpha &-\sin \alpha &0\\\sin \alpha &\cos \alpha &0\\0&0&1\end{bmatrix}}{\begin{bmatrix}1&0&0\\0&\cos \beta &-\sin \beta \\0&\sin \beta &\cos \beta \end{bmatrix}}{\begin{bmatrix}\cos \gamma &-\sin \gamma &0\\\sin \gamma &\cos \gamma &0\\0&0&1\end{bmatrix}}}
ahol
- a bal oldali mátrix az eredeti rögzített koordináta-rendszer ' z ' tengelye körüli forgatást jelöli,
- a középső mátrix a közbenső ' x ' tengely (ez a csomóvonal) körüli forgatást jelöli,
- a jobb oldali mátrix a végső koordináta-rendszer ' Z ' tengelye körüli forgatást jelöli.

A mátrixszorzásokat végrehajtva, valamint a szinusz- és koszinuszfüggvényeket s-sel és c-vel jelölve kapjuk:
{\displaystyle [\mathbf {R} ]={\begin{bmatrix}\mathrm {c} _{\alpha }\,\mathrm {c} _{\gamma }-\mathrm {s} _{\alpha }\,\mathrm {c} _{\beta }\,\mathrm {s} _{\gamma }&-\mathrm {c} _{\alpha }\,\mathrm {s} _{\gamma }-\mathrm {s} _{\alpha }\,\mathrm {c} _{\beta }\,\mathrm {c} _{\gamma }&\mathrm {s} _{\beta }\,\mathrm {s} _{\alpha }\\\mathrm {s} _{\alpha }\,\mathrm {c} _{\gamma }+\mathrm {c} _{\alpha }\,\mathrm {c} _{\beta }\,\mathrm {s} _{\gamma }&-\mathrm {s} _{\alpha }\,\mathrm {s} _{\gamma }+\mathrm {c} _{\alpha }\,\mathrm {c} _{\beta }\,\mathrm {c} _{\gamma }&-\mathrm {s} _{\beta }\,\mathrm {c} _{\alpha }\\\mathrm {s} _{\beta }\,\mathrm {s} _{\gamma }&\mathrm {s} _{\beta }\,\mathrm {c} _{\gamma }&\mathrm {c} _{\beta }\end{bmatrix}}.}

## Az Euler-szögek és a fizikai mozgások kapcsolata

A Föld Euler-forgásai. Saját tengely körüli forgás (zöld), precesszió (kék) és nutáció (piros).

Egy pörgettyűkeret precessziója. A keret második és harmadik Euler-szöge változatlan.

Euler-forgásnak nevezik azt a mozgást, melynek során valamelyik Euler-szög változik a másik kettő állandó értéken maradása mellett. Az első Euler-forgás a csomóvonalat fordítja el a rögzített z tengely körül (γ), a második a csomóvonal körül forgat (β) és a harmadik a mozgó test saját tengelye körüli forgás (α).
Ezek a forgások a precesszió, nutáció és saját tengely körüli forgás. Ha egy testhez rögzített koordináta-rendszer egybeesik az álló xyz koordináta-rendszerrel, a három Euler-szöggel való elforgatással a test helyzete egybe fog esni az XYZ koordináta-rendszerrel. Ha az α, β és γ Euler-szög véges nagyságú, az elfordítások sorrendje nem felcserélhető, elemi dα, dβ és dγ Euler-szögek esetén a sorrend közömbös.

## Alkalmazása a klasszikus mechanikában
Az Euler-szögeket a klasszikus mechanikában a merev testek mozgásának leírására használják. Merev testek estén az xyz koordináta-rendszer a térben álló koordináta-rendszer, az XYZ koordináta-rendszer a testtel együtt mozgó koordináta-rendszer. A térben álló koordináta-rendszert mozdulatlannak tekintik, a testtel együtt mozgó koordináta-rendszert pedig a mozgó testhez rögzítettnek veszik. A mozgási energiával kapcsolatos számítások általában egyszerűbbek a mozgó koordináta-rendszerben, mert ekkor a tehetetlenségi tenzor nem változik az idő függvényében. Ha a merev test tehetetlenségi tenzorát diagonalizáljuk, olyan koordináta-rendszert kapunk (ezeket a koordinátatengelyeket tehetetlenségi főtengelyeknek nevezik), melynél a tehetetlenségi tenzornak csak a főátlóbeli elemei zérustól különbözőek.
A szögsebesség a testhez rögzített koordináta-rendszerben az Euler-szögek segítségével egyszerű alakba írható:
{\displaystyle ({\dot {\alpha }}\sin \beta \sin \gamma +{\dot {\beta }}\cos \gamma ){\mathbf {I} }+({\dot {\alpha }}\sin \beta \cos \gamma -{\dot {\beta }}\sin \gamma ){\mathbf {J} }+({\dot {\alpha }}\cos \beta +{\dot {\gamma }}){\mathbf {K} },}
ahol IJK az XYZ koordináta-rendszer tengelyei irányába eső egységvektorok.
Itt a forgatási sorrend 3-1-3 (vagy Z-X-Z a fenti konvenciót használva).

## Külső hivatkozások
- Weisstein, Eric W.: Euler szögek (angol nyelven). Wolfram MathWorld
- Java applet az Euler-szögek magyarázatához
- C nyelven írt rotációs eljárások gyűjteménye